# Jewpraksija Fjodorowna Gurjanowa
Jewpraksija Fjodorowna Gurjanowa (russisch Евпраксия Фёдоровна Гурьянова; * 12. Januarjul. / 25. Januar 1902greg. in Tscherepowez; † 27. Januar 1981 in Leningrad) war eine sowjetische Hydrobiologin, Zoogeographin und Hochschullehrerin.

## Leben
Gurjanowas Vater Fjodor Wassiljewitsch Gurjanow stammte aus Kiew, wurde nach Studium an der Universität St. Petersburg Mathematik-Lehrer an der Tscherepowezer Realschule und erhielt für seine langjährigen Dienste den persönlichen Adel. Gurjanowa war das siebte von elf Kindern.
Gurjanowa besuchte das Tscherepowezer Marienmädchengymnasium und begann 1919 nach der Oktoberrevolution und dem Beginn des Russischen Bürgerkriegs das Studium an der Universität Kasan. 1920 wechselte sie an die Universität Petrograd. 1922 nahm sie an der Weißmeerexpedition auf dem Dampfer Murman teil. Nach dem Abschluss des Studiums 1924 begann sie 1925 die Aspirantur am Leningrader Naturwissenschaftlichen Institut bei Konstantin Michailowitsch Derjugin. Im selben Jahr untersuchte sie die Litoral-Fauna Nowaja Semljas.
1929 wurde Gurjanowa Mitarbeiterin des Leningrader Zoologie-Instituts der Akademie der Wissenschaften der UdSSR (AN-SSSR, seit 1991 -Russische Akademie der Wissenschaften (RAN)). 1930–1931 führte sie Untersuchungen auf den Kommandeurinseln durch und erstellte als Erste eine reichhaltige Materialsammlung zur Litoralzone der Beringinsel. 1934 wurde sie auf der Basis ihrer akkumulierten Arbeiten zur Doktorin der biologischen Wissenschaften promoviert. Während des Deutsch-Sowjetischen Kriegs war sie zunächst in Jelabuga und dann in Saratow evakuiert. Ab 1946 leitete sie die Abteilung für Höhere Krebse.
Neben ihrer Forschungstätigkeit lehrte Gurjanowa ab 1932 an der Universität Leningrad (LGU). 1936 hielt sie auf Einladung an der Universität Tomsk eine Vorlesung über Biologie und Zoogeographie der Meere der UdSSR, worauf sie 1937–1938 dort Professorin war. 1939–1950 und 1952–1959 leitete sie den Lehrstuhl für Hydrobiologie und Ichthyologie der LGU.
Gurjanowa hatte sich auf Flohkrebse und Asseln spezialisiert. Sie entwickelte ein Schema zur zoogeographischen Zonierung der Meere der Arktis, des Schelfs des Nordpazifiks und des Weltmeers sowie eine Methode zur großflächigen Kartierung der Unterwasserlandschaften.
1956 war Gurjanowa Expertin der Internationalen Kommission für Fischwirtschaftsforschung im westlichen Pazifik. 1957–1960 leitete sie die sowjetisch-chinesische Expedition zur Untersuchung der Fauna der chinesischen Meere. 1961 leitete sie die sowjetisch-vietnamesische Expedition im Golf von Tonkin. Im selben Jahr wurde sie UNO-Expertin für die Länder Asiens und Afrikas. 1963 beteiligte sie sich an der Organisation des 1965 eröffneten Instituto de Oceanologia de Cuba der Academia de Ciencias de Cuba in Havanna. 1963, 1965 und 1968 leitete sie hydrobiologische Untersuchungen auf Kuba. 1966 hielt sie auf Einladung der Royal Society eine Hydrobiologie-Vorlesung in London. 1967 nahm sie am IX. Pacific Science Congress der Pacific Science Association in Thailand teil und war Sektionsvorsitzende eines internationalen Biologie-Symposiums in Norwegen. 1978 ging sie in Pension.
Gurjanowa hatte in den 1920er Jahren den Physiologen Jewgeni Michailowitsch Kreps geheiratet. 1937 heiratete sie den Zoologen Hans Johansen, den sie 1930 kennengelernt hatte und der Ende 1937 aus der UdSSR ausgewiesen wurde. 1938 bekam sie die Tochter Tatjana. Nach dem Tod ihrer ältesten Schwester Natalja adoptierte sie deren Tochter Ljudmila Leiman. 1946 heiratete Gurjanowa in dritter Ehe den Zoologen Boris Jewsejewitsch Bychowski.
Gurjanowa wurde auf dem Leningrader Bogoslowskoje-Friedhof begraben.
Nach Gurjanowa wurden benannt:
- Saccharina gurjanovae
- Idotea gurjanovae
- Protomedeia gurjanovae
- Harpinia gurjanovae
- Gurjanovella
- Gurjanovillia

## Ehrungen, Preise
- Medaille „Für heldenmütige Arbeit im Großen Vaterländischen Krieg 1941–1945“ (1945)
- Ehrenmitglied der Hydrobiologischen Allunionsgesellschaft
- Ehrenmitglied der Geographischen Allunionsgesellschaft
- Ehrenmitglied der Paläontologischen Allunionsgesellschaft
- Preis des Präsidiums der AN-SSSR (1952)
- Orden des Roten Banners der Arbeit (1953)
- Orden der Freundschaft der Volksrepublik China (1960)
- Orden der Freundschaft der Demokratischen Republik Vietnam (1961)